# Freecode
Freecode, ранее Freshmeat — веб-сайт, позволяющий пользователям компьютеров быть в курсе последних выпускаемых версий и обновлений программного обеспечения, создавать и просматривать обзоры и статьи, посылать свои комментарии авторам или получать комментарии от них. Хотя большинство представленных программ — программы с открытым кодом для Unix-подобных систем, на сайте есть программное обеспечение для различных ОС, приложения с закрытым кодом и коммерческое ПО.
29 октября 2011 года сайт сменил название на «Freecode», ранее он назывался «Freshmeat».
С сентября 2012 г. владелец — Dice Holdings. Прежний владелец сайта — Geeknet, Inc..
Контент не обновляется с 18 июня 2014, из-за низкого уровня трафика.

## Добавление новых программ
Программисты регистрируют свои проекты и добавляют на сайт информацию об обновлениях; пользователи могут скачать программу, оценить её или оставить комментарии. Программы классифицируются по области применения, типу лицензии, статусу готовности, среде выполнения, целевой аудитории пользователей, типу использования, поддерживаемым операционным системам, по языку программирования и вариантам локализации.

## Сервисы
На сайте Freecode также размещают статьи по темам, связанным с программами для Unix-систем. Работает NNTP-сервер для usenet-подобного доступа, IRC-канал.
Полная база данных Freecode по издаваемым версиям ПО свободно доступна для скачивания.